# Živinice (gmina Kneževo)
Živinice (cyr. Живинице) – wieś w Bośni i Hercegowinie, w Republice Serbskiej, w gminie Kneževo. W 2013 roku liczyła 607 mieszkańców.